# Zhangliang (köpinghuvudort i Kina, Henan Sheng, lat 33,67, long 113,04)
Zhangliang är en köpinghuvudort i Kina. Den ligger i provinsen Henan, i den centrala delen av landet, omkring 130 kilometer sydväst om provinshuvudstaden Zhengzhou. Antalet invånare är 45 022. Befolkningen består av 21 931 kvinnor och 23 091 män. Barn under 15 år utgör 22,0 %, vuxna 15-64 år 67 %, och äldre över 65 år 9,0 %.
Runt Zhangliang är det tätbefolkat, med 636 invånare per kvadratkilometer. Närmaste större samhälle är Yangzhuang, 18,5 km norr om Zhangliang. Trakten runt Zhangliang består till största delen av jordbruksmark.
Genomsnittlig årsnederbörd är 819 millimeter. Den regnigaste månaden är september, med i genomsnitt 157 mm nederbörd, och den torraste är januari, med 5 mm nederbörd.